# دوين كوبر
دوين كوبر (بالإنجليزية: Duane Cooper)‏ مواليد 25 يونيو 1969 في بينتون هاربور، هو لاعب كرة سلة أمريكي سابق. بدأ مسيرته الاحترافية في سنة 1992. تم اختياره من قبل فريق لوس أنجلوس ليكرز خلال الدرافت. يبلغ طوله 6 قدم 1 بوصة (1.9 م). اعتزل اللعب في 2003.

## المسيرة الاحترافية
لعب مع لوس أنجلوس ليكرز في موسم 1992–1993، ثم لعب مع فينيكس صنز في موسم 1993–1994، ثم لعب مع نادي بانيونيس لكرة السلة في موسم 1998–1999، ثم لعب مع أسكو غدينيا في سنة 1999.

## روابط خارجية
- دوين كوبر على موقع إن بي أي (الإنجليزية)
- دوين كوبر على موقع سبورتس رفرنس (الإنجليزية)
- دوين كوبر على موقع كرة السلة الأوروبية.كوم (الإنجليزية)
- دوين كوبر على موقع كلية كرة السلة في سبورتس رفرنس.كوم (الإنجليزية)
- دوين كوبر على موقع ريلجم (الإنجليزية)
- دوين كوبر على موقع بروبوليرز (الإنجليزية)